# 伯森布伦
伯森布伦（德語：Bösenbrunn）是德国萨克森州的市镇，隶属于福格特兰县。总面积为34.21平方千米，截至2023年12月31日总人口为1,066人。